# 15631 Dellorusso
15631 Dellorusso (2000 HT57) là một tiểu hành tinh vành đai chính.